# ری لنکستر
ری لنکستر (انگلیسی: Ray Lankester؛ ۱۵ مهٔ ۱۸۴۷ – ۱۳ اوت ۱۹۲۹) یک دانشمند در زمینه جانورشناسی اهل بریتانیا بود.
وی همچنین برنده جوایزی همچون مدال کاپلی شده است.